# آینولن
آینولن (به آلمانی: Einöllen) یک شهر در آلمان است که در Lauterecken-Wolfstein واقع شده‌است. آینولن ۴۷۵ نفر جمعیت دارد.